# Bogdanów-Kolonia
Bogdanów-Kolonia [pronunciación en polaco: /bɔɡˈdanuf kɔˈlɔɲa/] es un pueblo ubicado en el distrito administrativo de Gmina Wola Krzysztoporska, dentro del Distrito de Piotrków, Voivodato de Łódź, en Polonia central. Se encuentra aproximadamente a 6 kilómetros al oeste de Wola Krzysztoporska, a 15 kilómetros al suroeste de Piotrków Trybunalski, y a 50 kilómetros al sur de la capital regional Łódź.
El pueblo tiene una población de 180 habitantes.